# 米科
米科（英語：Micco）是位於美國佛羅里達州布里瓦德縣的一個人口普查指定地區。

## 地理
米科的座標為28°52′39″N 80°30′52″W / 28.87750°N 80.51444°W，而該地最高點為海拔高度7米（即23英尺）。

## 人口
根據2010年美國人口普查的數據，米科的面積為25.60平方千米，當中陸地面積為19.70平方千米，而水域面積為5.90平方千米。當地共有人口9052人，而人口密度為每平方千米353人。